# Родт, Максимилиан Кристоф фон
Максимилиан Августин Кристоф фон Родт (нем. Maximilian Augustinus Christoph von Rodt, 1717—1800), также Максимилиан Кристиан Август Мария фон Родт — князь-епископ Констанца, занимавший кафедру в период с 1775 по 1800 годы. Рыцарь Мальтийского ордена.
Максимилиан Кристоф фон Родт был одним из четырёх сыновей генерала и последнего коменданта Брайзахской крепости Франца Кристофа барона фон Родта (нем. Franz Christoph von Rodt, 1671—1743) и его жены Марии Терезии фон Зиккинген (1682—1756). Епископ Констанца кардинал Франц Конрад фон Родт и австрийские генералы Кристиан Франц фон Родт цу Бусманнсхаузен (†1768) и Антон Эгберт фон Родт (1710—1768) приходились ему братьями; констанцский епископ Казимир Антон фон Зиккинген был его дядей.
Определённый для духовной карьеры, он уже около 1727 года вступил в ряды мальтийского ордена, и затем проходил обучение в университетах Фрайбурга и Сиены.
В 1733 году Максимилиан Кристоф стал членом домского, то есть соборного капитула в Аугсбурге, в 1736 — капитула в Вюрцбурге, и в 1739 году — соборного капитула в Констанце. В Констанце он был с 1760 года архидьяконом, с 1766 года — домским кантором, и с 1771 года — домским пробстом. Примерно в это же время, в 1770—1775 годах он был домским деканом в Аугсбурге.
После смерти своего брата Франца Конрада в 1775 году он был избран новым предстоятелем констанцской епархии; 15 апреля 1776 года выбор был подтверждён римским папой, за чем в августе Максимилиан Кристоф фон Родт был официально посвящён в должность.
Его епископское правление прошло под знаком длительных конфликтов с папским нунцием в Люцерне и с крупными имперскими аббатствами, находившимися на территории епархии: Санкт-Галленом, Айнзидельном, Салемом и Кемптеном. При этом, с Салемом и Айнзидельном ему удалось заключить договоры об урегулировании взаимных претензий в 1780 и 1781 годах соответственно.
Гораздо более значимой проблемой стала церковная политика Марии Терезии и её сына Иосифа II (так называемый иосифизм), ограничившая светские права церковных институций и стремившаяся к секуляризации церковного имущества, что было расценено как неправомерное вмешательство государства во внутренние дела Церкви, и которая не только охладила отношения с венским двором, но и привела обременённое долгами епископство на грань финансового краха.
В 1777 году в ходе церковной реформы Мария Терезия ограничила распространение в австрийских владениях изданного Максимилианом Кристофом нового катехизиса, за чем при её сыне последовал запрет аннатов с пребенда, что натолкнулось на серьёзное сопротивление епископа и домского капитула. За невыполнение этих требований Иосиф II по праву сюзерена наложил на Максимилиана Кристофа денежный штраф, что на деле лишь углубило раскол, подтолкнув последнего к налаживанию контактов с союзом германских князей и к назначению Карла Теодора фон Дальберга коадъютором епархии в июне 1788 года. Видимо, желая смягчить тон, епископ фон Родт после Французской революции одобрил крупный кредит императору Леопольду II на организацию антифранцузского оборонительно-наступательного союза.
С другой стороны, распространение идей Просвещения проявилось в признании необходимости вести активную разъяснительную работу среди прихожан о смысле церковных таинств и церемоний, что было зафиксировано, в частности, в Констанцском бенедикционале 1781 года. Намеченный таким образом вектор развития полностью раскрылся, однако, лишь при Дальберге и его коадъюторе Игнаце фон Вессенберге.